# Копетон острівний
Копето́н острівний (Myiarchus stolidus) — вид горобцеподібних птахів родини тиранових (Tyrannidae). Мешкає на Ямайці та на Гаїті.

## Підвиди
Виділяють два підвиди:
- M. s. dominicensis (Bryant, H, 1867) — Гаїті;
- M. s. stolidus (Gosse, 1847) — Ямайка.

## Поширення і екологія
Острівні копетони живуть у рівнинних і гірських сухих, вологих і мангрових тропічних лісах на висоті до 1800 м над рівнем моря.